# Amati (družina)
Amati je priimek družine italijanskih oblikovalcev violin, ki so živeli v Cremoni od okoli 1538 do 1740. Pomembni so tako kot družine Bergonzi, Guarneri in Stradivari. Danes so violine, ki jih je izdelal Nicolò Amati, vredne okoli 600.000 dolarjev.

## Člani družine

### Andrea Amati
Andrea Amati (okoli 1505 do okoli 1578) je bil oblikovalec in izdelovalec violin, viol in violončelov. Standardiziral je osnovno obliko, podobo, velikost, material in način izdelave. Ustvarjalci iz bližnje Brescie, kot so Gasparo da Salò, Micheli, Zanetto in Pellegrino, so eksperimentirali, Andrea Amati v Cremoni pa je dal sodobni družini violin njihovo dokončno obliko.
Prvo violino je naročil Lorenzo Medičejski leta 1555. Njegovo pismo Amatiju navaja glasbilo, ki naj bi bilo "narejeno iz najboljšega materiala, podobno lutnji, vendar preprosto za igranje". Prvo violino naj bi uporabljali nepismeni glasbeniki, tako da je bila zasnova preprosta in jo je bilo enostavno igrati. Kaj je ostalo od te prve violine, ni znano. Njegova številna glasbila so preživela nekaj časa in so datirana v leta od 1538 do 1574  (Amati je izdelal prvi čelo, imenovan "kralj", leta 1538). Največ jih je iz leta 1560. 38 jih je za celoten orkester naročila Katarina Medičejska, regentinja, kraljica Francije. Bile so ročno poslikane s kraljevo francosko dekoracijo v zlatu, vključno z geslom in grbom njenega sina Karla IX. Od teh 38 naročenih glasbil je Amati oblikoval violine dveh velikosti, viole dveh velikosti in velika violončela. V uporabi so bila do francoske revolucije leta 1789 in le 14 od teh glasbil je ohranjenih. Njegovo delo odlikujejo najboljši material, veliko elegance pri izvedbi, mehek, čist jantar, mehek, prosojen lak in uporaba akustičnih in geometrijskih načel oblikovanja. 

### Antonio in Girolamo Amati
Andreo Amatija sta nasledila sinova Antonio Amati (okoli 1537–1607) in Girolamo Amati (okoli 1551–1630). Brata Amati sta bila znana po daljnosežnih novostih pri oblikovanju, vključno s popolnostjo oblike f-odprtin (v obliki črke f) za resonanco. Imeli so ju za pionirja sodobne altovske oblike viole v nasprotju s starejšimi tenorskimi violami, vendar je razširjeno prepričanje, da je ta trditev napačna, saj je Gasparo da Salò naredil altovske viole z 39 cm do tenorske s 44,7 cm.

### Nicolo Amati
Nicolò Amati (3. december 1596–12. april 1684) je bil sin Girolama Amatija. Bil je najuglednejški član družine. Izboljšal je model s prilagoditvami prej sprejetih modelov in izdeloval glasbila z večjo močjo zvoka. Njegov vzorec je bil nenavadno majhen, vendar širši model, ki ga danes poznamo kot violino grand amati, in je postal njegova najbolj iskana violina.
Njegova najbolj znana učenca sta bila Antonio Stradivari in Andrea Guarneri, prvi iz Guarnerijeve družine oblikovalcev violin (o pripravništvu Antonia Stradivarija je več nejasnosti. Na nalepki na Stradivarijevi prvi znani violini je navedeno, da je bil Amatijev učenec, vendar je veljavnost podatka vprašljiva).

### Girolamo Amati
Zadnji izdelovalec iz družine je bil Nicolov sin Girolamo Amati, znan kot Hieronymus II., (26. februar 1649–21. februar 1740). Čeprav je izboljšal krovni del očetovih glasbil, so v glavnem slabša in ne dosegajo kakovosti največjega izdelovalca tistega časa Antonia Stradivarija.

## V popularni kulturi
- Patrickov O'Brianov izmišljeni britanski pomorski kapitan Jack Aubrey je opisan kot lastnik "gosli, ki so daleč najboljše, Amatijeve, nič manj" v The Surgeon's Mate. V Wine-Dark Sea, knjigi v 15. serijah, ima Stephen Maturin glasbilo Girolama Amatija in Aubrey Guarnerijevo.
- V  kratki zgodbi Satyajita Raya Bosepukure Khoonkharapi detektiv Feluda sklepa, da je bila oseba umorjena zato, ker je bila lastnica Amatijeve violine.
- V stripovski seriji manga in anime ima Gunslingerjevo dekle Henrietta Amatijevo violino z brzostrelko (FN P90), ko opravlja nalogo, sicer pa ima resnično violino.
- V radijski oddaji Yours Truly, Johnny Dollar je bila januarja 1956 epizoda The Ricardo Amerigo Matter osredotočena na ukradeno Amatijevo violino.